# Установчі збори Грузії
Установчі збори Грузії (груз. საქართველოს დამფუძნებელი კრება) — законодавчий орган Грузинської Демократичної Республіки у 1919-1921 роках.

## Історія

### Вибори
Після російської революції 1917 року Грузія відокремилася від Росії спочатку як частина Закавказької Демократичної Федеративної Республіки 9 квітня 1918 року, а 26 травня 1918 року Національна рада Грузії прийняла Акт про Незалежність Грузії.У жовтні 1918 року Рада проголосила себе тимчасовим парламентом і почала підготовку до загальнонаціональних виборів до законодавчих органів. Установчі збори повинні були обранні шляхом прямих та вільних виборів. Потім парламент мав ратифікувати Акт про незалежність і прийняти Конституцію республіки.

Склад Установчих зборів Грузії
- Соціал-демократична партія Грузії (меншовиків) (109)
- Національно-демократична партія Грузії (8)
- Соціал-федералістична партія Грузії (8)
- Партія соціалістів-революціонерів Грузії (5)

Вибори пройшли з 14 по 17 лютого 1919 року. Брали участь 15 політичних партій, і результати стали тріумфальними для Соціал-демократичної партії (меншовиків). Із 130 місць в Асамблеї вони отримали 109; Національно-демократична партія Грузії (НДП) отримала 8 місць, Соціал-федералістична партія Грузії (СФ) — 8 і Партія соціалістів-революціонерів Грузії (есерів) — 5, утворивши відповідні чотири фракції.
На виборах брали участь п'ятнадцять жінок-кандидатів, з них п'ять були обрані до парламенту — всі від Соціал-демократичної партії (Ана Сологашвілі, Єлизавета Накашидзе-Болквадзе, Крістіне Шарашидзе, Елеонора Тер-Парсєгова-Махвіладзе та Мінадора Орджонікідзе-Торошелідзе).
Головою Установчих зборів обраний Ніколоз Чхеїдзе від Соціал-демократичної партії, а віце-спікерами — Еквтиме Такаїшвілі від Національно-демократичної партії Грузії, Самсон Пірцхалава та Симон Мдівані від Соціал-федералістичної партії Грузії. 21 березня 1919 року Установчі збори обрали Ное Жорданію головою уряду.

### Діяльність
За свою дворічну історію Установчі збори прийняли 126 законів, зокрема про громадянство, місцеві вибори, оборону країни, сільське господарство, правову систему, політичні та адміністративні механізми для етнічних меншин, національну систему державної освіти, фіскальну/монетарну політику, грузинські залізниці, торгівлю та внутрішнє виробництво тощо. У липні 1919 року Асамблея заснувала Сенат, члени якого мали бути обрані законодавчим органом країни для «нагляду за дотриманням і захистом законів та забезпечити їхнє неухильне дотримання всіма організаціями, особами та органами місцевого самоврядування». Сенат, по суті, був апеляційним судом, але також мав повноваження скасовувати будь-які урядові рішення, що суперечать закону, і розглядати скарги на суди.
Заклопотаний непростими зовнішніми відносинами і внутрішніми проблемами в роки громадянської війни в Росії, уряд Грузії не зміг повністю реалізувати на практиці прогресивну програму, закладену в законодавстві. До початку 1921 року Установчі збори розробили проект першої конституції Грузії, яка була прийнята вже після вторгнення радянських військ 21 лютого 1921 року, коли бої вже точилися на околицях Тбілісі, столиці Грузії. 25 лютого Установчі збори евакуювалися спочатку до Кутаїсі, а потім до Батумі, де вони провели своє останнє засідання 21 березня 1921 року, наказавши уряду республіки залишити країну. 24 березня 1921 року Революційний комітет Грузії — тимчасова адміністрація, створена більшовиками — оголосив про розпуск Зборів.